# سرفه
سرفه (به انگلیسی: Cough)، نوعی واکنش دفاعی بدن (رفلکس) به مواد محرک تنفسی یا آلودگی هوا یا برای دفع ترشحات در هنگام بیماری است. مکانیسم سرفه خروج سریع هوای بازدمی بر اثر انقباض عضلات تنفسی است.

## مکانیسم سرفه
سرفه به صورت غیرارادی یا انعکاسی ایجاد می‌شود. هر رفلکس دفاعی دارای مسیرهای آوران و وابران است. قسمت آوران رفلکس سرفه شامل گیرنده‌هایی از اعصاب حسی اعصاب سه قلو، زبانی - حلقی، حنجره‌ای فوقانی و عصب واگ است. قسمت وابران سرفه شامل عصب راجعه حنجره‌ای و اعصاب نخاعی است. سرفه با یک دم عمیق آغاز شده و با بسته شدن گلوت، شل شدن پرده دیافراگم و انقباض ماهیچه‌ای در برابر گلوت بسته شده، دنبال می‌شود. این امر سبب بالارفتن فشار داخل قفسه سینه شده و در اثر فشار مثبت قفسه سینه، نای تنگ می‌شود. ناگهان گلوت باز شده و به علت اختلاف فشار موجود میان مجاری هوایی و اتمسفر و نیز تنگ شدن نای، میزان زیادی از جریان هوا به سرعت از نای خارج می‌شود. این نیروها سبب می‌شوند تا ترشحات مخاطی و اجسام خارجی، از ریه به بیرون رانده شوند.

## علل
برخی از علل سرفه عبارتند از: عفونت، ریفلاکس معده‌ای مروی، آلودگی هوا، سینوزیت، حساسیت، جسم خارجی، علل روانی.

## درمان سرفه
درمان قطعی سرفه، به تشخیص علت بیماری زمینه‌ای و سپس شروع درمان اختصاصی بستگی دارد. حذف عامل محرک خارجی یا عامل تشدیدکننده داخلی در صورت تشخیص مفید خواهد بود. سایر ملاحظات درمانی عبارتند از درمان عفونتهای اختصاصی دستگاه تنفسی، مصرف گشاد کننده‌های برونش‌ها در شرایط انسداد برگشت‌پذیر مجاری هوایی مانند آسم، فیزیوتراپی قفسه سینه به منظور افزایش پاکسازی ترشحات در بیماران دچار برونشکتازی و آسپیراسیون تنفسی و درمان تومورهای داخل برونشی یا بیماری ِبِینابِینی ریه.
درمان علامتی سرفه (مثلاً در اثر سرماخوردگی ساده) با داروهایی نظیر اکسپکتورانت، دکسترومتورفان، کدئین، دیفن هیدرامین کامپاند و کلوبوتینول می‌باشد. درمان علامتی سرفه، بدون نظر پزشک توصیه نمی‌شود.